# Capitalismo: Una historia de amor
Capitalismo: Una historia de amor (en inglés Capitalism: A Love Story) es un documental dirigido y presentado por Michael Moore. En él dirige una mirada crítica hacia el sistema capitalista, la crisis económica mundial originada en 2008 en Estados Unidos, las medidas de recuperación y Wall Street.

## Reseña
En el vigésimo aniversario de su debut con Roger & Me, Michael Moore afronta el problema que está en el centro de toda su obra: el impacto que el dominio de las corporaciones tiene sobre la vida cotidiana de los estadounidenses.
Desde la sociedad estadounidense de la clase media hasta los pasillos del poder en Washington y el epicentro financiero global de Manhattan, Michael Moore lleva una vez más a los espectadores por un sendero sin explorar.
Con humor, Capitalismo: una historia de amor plantea una pregunta: ¿Cuál es el precio que paga Estados Unidos por su amor al capitalismo?.
Hace años, ese amor parecía absolutamente inocente.
Moore nos lleva a las viviendas de personas normales y corrientes, mientras busca unas explicaciones en Washington y en otros lugares. Y lo que descubre son los síntomas demasiado familiares de un amor.
Moore comienza discutiendo lo que significan el capitalismo y la "libre empresa". Mirando hacia atrás en sus felices y prósperos primeros años de vida, Moore afirma que "si esto era capitalismo, me encantaba... Y todos los demás también". Moore afirma que en la década de 1950, la tasa impositiva máxima era del 90% (en su opinión, esta tasa impositiva permitió a los EE. UU. construir presas, puentes, escuelas y hospitales), la mayoría de las familias solo tenían un padre que trabajaba, las familias sindicalizadas tenían atención médica gratuita, la matrícula universitaria era gratuita, la mayoría de las personas tenían pocas deudas personales y las pensiones estaban garantizadas. Esta prosperidad fue impulsada por la industria manufacturera, que se benefició de la lucha de Alemania Occidental y Japón por recuperarse en la posguerra. Describe el discurso del presidente Jimmy Carter sobre la crisis de confianza como un punto de inflexión que condujo a la elección de Ronald Reagan en 1980; Moore llama a Reagan un "portavoz" de los bancos y las corporaciones que querían rehacer Estados Unidos para servir a sus intereses.
Moore recuerda su primera película, Roger & Me, sobre el impacto económico regional de la decisión del CEO de General Motors, Roger Smith, de cerrar varias plantas automotrices en su ciudad natal de Flint, Míchigan, a pesar de las grandes ganancias. Señala que en el momento de los recortes de empleos en Flint, Alemania y Japón habían reconstruido sus industrias automotrices y estaban produciendo automóviles mejores, más seguros, más limpios y más confiables.  Moore luego regresa al presente, mostrando al presidente George W. Bush disfrutando de su último año en el cargo mientras las empresas anuncian despidos masivos y la economía comienza a colapsar.
Después de ver el testimonio ante el Congreso del piloto Chesley "Sully" Sullenberger (quien informó que a lo largo de su carrera, su salario se había reducido en un 40 por ciento y su pensión, como la mayoría de las pensiones de las aerolíneas, fue cancelada y reemplazada por una garantía "PBGC" que valía solo centavos de dólar), Moore señala que los pilotos con exceso de trabajo y mal pagados no entraron en la discusión de los medios después del accidente del vuelo 3407 de Colgan Air. Afirma que el capitalismo permite que las personas se salgan con la suya con cualquier cosa, incluso obtener ganancias de la muerte de alguien. Habla con la familia de un hombre que trabajaba para el Amegy Bank of Texas, que había contratado en secreto una póliza de seguro de vida para el hombre con él mismo como beneficiario y luego había informado accidentalmente a su viuda de que el banco estaba recibiendo un pago de 1,5 millones de dólares debido a su muerte por cáncer. Moore se pregunta cómo las acciones del banco pueden ser legales cuando él mismo tiene prohibido contratar un seguro de hogar sobre la propiedad de otra persona.
Moore habla con sacerdotes católicos y con el obispo Thomas Gumbleton, quien cree que el capitalismo es malo y contrario a las enseñanzas de Jesús y la Biblia. Moore examina la afirmación de que los principios del capitalismo son compatibles con el cristianismo, argumentando que los ricos ignoran la religión cuando se trata de los pobres, enfermos y desfavorecidos. Señala el "memorándum de plutonomía" filtrado por Citigroup, que decía que Estados Unidos y otros países ya no eran democracias, sino que estaban gobernados por los ricos.
Moore informa sobre la campaña presidencial de 2008 del senador demócrata Barack Obama, quien fue demonizado como "socialista". Señala que las difamaciones contra Obama no funcionaron, ya que el apoyo a él aumentó y la gente sintió curiosidad por saber qué significaba realmente el socialismo. Describe al alguacil del condado de Wayne, Warren Evans, quien ordena el fin de las ejecuciones hipotecarias; las Familias de Bajos Ingresos de Miami Fighting Together, que vuelven a ocupar casas embargadas; y los trabajadores de Republic Windows and Doors, que organizaron una huelga de brazos caídos después de ser despedidos sin indemnización, vacaciones o beneficios de atención médica después de que la empresa fuera adquirida por Bank of America y JPMorgan Chase.
La película termina con Moore marcando Wall Street como una escena del crimen, opinando que los estadounidenses viven en el país más rico de la Tierra y merecen trabajos decentes, atención médica, buena educación y hogares propios. Moore agrega que es un crimen que los estadounidenses no tengan estas cosas y nunca las tendrán mientras el mal del capitalismo continúe enriqueciendo a unos pocos a expensas de la mayoría. Pide que el capitalismo sea eliminado y reemplazado por algo bueno para todas las personas: la democracia. Moore llega a la conclusión de que no puede lograr este objetivo solo y pide ayuda al espectador, terminando la película. Cita la frase de Don Regan a Ronald Reagan: "... Y por favor, aceleren".

## Participantes
- William K. Black, abogado, académico, autor y ex regulador bancario

- Elijah Cummings, Representante de los Estados Unidos (D-MD)

- Warren Evans, alguacil del condado de Wayne

- Thomas Gumbleton, obispo auxiliar católico romano jubilado de la Arquidiócesis de Detroit

- Baron Hill, Representante de los Estados Unidos (D-IN)

- Marcy Kaptur, Representante de los Estados Unidos (D-OH)

- Stephen Moore, escritor económico y analista político (sin relación con Michael Moore)

- Bernie Sanders, senador de los Estados Unidos (I-VT)

- Wallace Shawn, actor

- Elizabeth Warren, Senadora de los Estados Unidos (D-MA), presidenta del Panel de Supervisión del Congreso y académica de derecho de bancarrota en la Facultad de Derecho de Harvard

## Producción
Durante el Festival de Cine de Cannes en 2008, Overture Films y Paramount Vantage anunciaron un próximo proyecto del director Michael Moore, aunque en ese momento fueron vagos sobre el tema del proyecto. Originalmente se pensó que sería una continuación de la película de 2004 Fahrenheit 9/11, pero se reveló que la película de Moore iba a ser un documental sobre la crisis financiera de 2007-2010. En febrero de 2009, hizo un llamamiento a las personas que trabajaban para Wall Street o en la industria financiera para que compartieran información de primera mano, solicitando: "Sean héroes y ayúdenme a exponer la mayor estafa en la historia de Estados Unidos".
Antes del estreno de la película, Moore se asoció con la empresa de desarrollo web Concentric Sky para desarrollar un sitio web complementario para la película.
Se creía que las imágenes del presidente Franklin D. Roosevelt detallando su propuesta de Segunda Declaración de Derechos se habían perdido. Roosevelt, que se había recuperado recientemente de la gripe, presentó su discurso sobre el Estado de la Unión de enero de 1944 al público por radio, como una charla informal desde la Casa Blanca. Pidió que las cámaras de los noticieros filmaran la última parte del discurso, relativa a la Segunda Declaración de Derechos. Este material se creía perdido hasta que fue descubierto en 2008 en Carolina del Sur por Michael Moore mientras investigaba para la película.  Las imágenes muestran el discurso de la Segunda Declaración de Derechos de Roosevelt en su totalidad, así como una toma de los ocho derechos impresos en una hoja de papel.

## Estreno

### Representación
Capitalismo: Una historia de amor se estrenó en el 66.º Festival Internacional de Cine de Venecia el 6 de septiembre de 2009.  La película también se proyectó en el Festival Internacional de Cine de Toronto el 13 de septiembre y en el Festival de Cine de Nueva York el 21 de septiembre. El 23 de septiembre, la película tuvo un estreno limitado en dos cines de la ciudad de Nueva York y dos cines de Los Ángeles, recaudando 37.832 dólares en su primer día para un promedio de 9.458 dólares por cine.  El promedio de los cines se consideró fuerte, aunque no superó el récord de apertura de Fahrenheit 9/11 de Moore, que recaudó $ 83,922 en dos teatros en un día.  Durante el fin de semana del 25 de septiembre, Capitalismo recaudó 231.964 dólares en los cuatro cines.
La película se estrenó en 995 cines de Estados Unidos y Canadá el 2 de octubre de 2009, aproximadamente un año después de la promulgación de la Ley de Estabilización Económica de Emergencia de 2008, que aprobó un rescate de 700.000 millones de dólares de Wall Street.  La película se estrenó en el octavo lugar de la taquilla en el primer fin de semana de su estreno, recaudando 4.447.378 dólares.  El total nacional final fue de $ 14,363,397, lo que lo convierte en el decimosexto documental más taquillero de la historia (2014).

### Recepción crítica
El sitio web agregador de reseñas Rotten Tomatoes reportó un índice de aprobación del 75% basado en 185 reseñas, con una puntuación promedio de 6.71 sobre 10. El consenso de los críticos del sitio dice: "Lo ames o lo odies, Capitalism captura a Michael Moore en su elemento de investigación de escándalos, con todo el espectáculo centrado en Moore que eso conlleva".  Metacritic, que asigna una calificación promedio ponderada de 100 a las reseñas de los críticos convencionales, informó una puntuación promedio de 61 sobre 100 basada en 35 reseñas, lo que indica "críticas generalmente favorables.
Deborah Young, escribiendo para el periódico especializado The Hollywood Reporter, escribió sobre Capitalismo: Una historia de amor: "Aunque está menos enfocada que Sicko o Fahrenheit 9/11... debido a que su tema es más abstracto, esta es una obra típica de Moore: divertida, a menudo exagerada y de documentación dudosa, pero con puntos muy marcados que dejan a los espectadores mucho que reflexionar y debatir después de salir del teatro". Young reconoció la simplificación del tema por parte de Moore y agregó: "Pero aquí su talento es evidente en la creación de dos horas de cine absorbente al contrastar un montaje de rápido movimiento de imágenes de archivo de los años 50 que ensalzan la libre empresa con el desastre económico del presente". El crítico señaló a quién se dirigía el documental: "Aunque culpa a todos los partidos políticos, incluidos los demócratas, de ceder ante el rescate, la película tiene cuidado de salvar al presidente Barack Obama, que sigue siendo un símbolo de esperanza de justicia.
Leslie Felperin, del periódico especializado Variety, escribió: "El objetivo de Pic es menos el capitalismo en cuanto capitalismo que la industria bancaria, a la que Moore ataca sin piedad, explicando la crisis económica del año pasado en términos que un niño de sexto grado podría entender. Dicho esto, todavía hay mucho aquí para molestar a los derechistas, así como a aquellos que, por mucho que estén de acuerdo con la política de Moore, simplemente no pueden soportar su simplificación excesiva, su sentimentalismo en la nariz y su tontería". Felperin dijo que el documental tenía una estructura similar a los documentales anteriores de Moore: "El capitalismo salta considerablemente, estableciendo una mezcla de reportajes, entrevistas y polémica". Felperin observó el papel prominente de Moore en su propio documental, creyendo que estaba justificado con la relevancia de las crisis en la industria automotriz que la familia de Moore encontró personalmente.
El crítico se quejó de que Moore se esforzó por "manipular las emociones de los espectadores con tomas de niños llorando y elecciones musicales lacrimógenas", creyendo que el documental funcionaba mejor cuando el director dejaba que el tema se desarrollara a través de varios relatos.  
Tras el estreno de la película en febrero de 2010 en el Reino Unido, The Times dijo que la película «muestra a Moore en su mejor momento innegablemente poderoso y en su peor peor explotación y manipulación»:

La película está brillantemente investigada, tanto en lo que respecta a la laberíntica red de conexiones entre el mundo de las finanzas y los pasillos del poder como a las ingeniosamente utilizadas imágenes de archivo. Las entrevistas con miembros del Senado y expertos financieros son informativas, y hay una secuencia divertida en la que interroga a una selección de sacerdotes y obispos que opinan que el capitalismo es "malvado" y que no era, de hecho, el modelo económico preferido de Nuestro Señor. Luego, Moore va y lo estropea todo sacando su fiel megáfono para una serie de acrobacias aburridas. Al igual que el complaciente príncipe payaso del agitprop, Moore intimida a los porteros de Wall Street y a los guardias de seguridad, mientras que los jefes de la compañía permanecen en su fortaleza hecha de dinero, felizmente inconscientes del hombre gordo que hace una escena en la calle muy abajo. Pero a pesar de todas sus tácticas baratas, Moore monta un caso persuasivo de que algo está podrido en el sistema económico actual.

### Precisión tópica
La columnista de negocios nacionales de Associated Press, Rachel Beck, revisó la exactitud de tres puntos planteados en Capitalismo:
Tres meses después de una escena en la que Moore se acerca a la sede de Goldman Sachs para reclamar los fondos de los contribuyentes, el banco fue uno de los diez que devolvió parte de los 68.000 millones de dólares recibidos del Programa de Alivio de Activos en Problemas. Moore respondió a la acción: "No estamos hablando de la mayoría de las personas que tomaron el dinero... No se ha devuelto ni el 10 por ciento de los 700.000 millones de dólares".  
Moore critica a Wal-Mart por sus políticas de "campesinos muertos", las 350.000 de las cuales fueron canceladas en el año 2000. Sin embargo, Moore señala que la terminación de las pólizas estaba cubierta en la presentación de hechos y citas en los créditos de cierre.
El documental critica al senador Christopher Dodd y a otros funcionarios del gobierno por beneficiarse de programas financieros exclusivos; Moore arremete contra Dodd en particular por los préstamos abusivos como presidente del Comité Bancario del Senado. La AP informó que las tasas de interés y las tarifas involucradas eran normas para la industria, y que el Comité Selecto de Ética del Senado absolvió a Dodd y Kent Conrad de recibir tratamientos especiales, pero advirtió a los senadores que ejerzan "más vigilancia" con tales acuerdos.
La Asociación de Suscripción Avanzada de Seguros de Vida emitió una declaración en la que afirmaba que Moore "caracterizó erróneamente" el Seguro de Vida de Propiedad Corporativa (COLI), afirmando que los problemas fueron abordados por el Congreso en la década de 1990 y nuevamente en 2006. La AALU afirma además que el seguro de vida de propiedad corporativa se contrata solo para empleados altamente remunerados, solo con su conocimiento y consentimiento, y que COLI financia los beneficios de los empleados y protege los puestos de trabajo, y que los empleados no pagan nada por COLI pero reciben beneficios sustanciales.

### Temas religiosos
El experto en religión Anthony Stevens-Arroyo declaró que la película debería considerarse "un tipo especial de logro católico" y preguntó si Michael Moore debería ser nombrado "Católico del Año" por plantear los graves problemas en el contexto de la doctrina social católica, y por presentar "corrientes católicas de justicia social" en la película.

## Premios y distinciones
En el Festival de Cine de Venecia, Moore ganó el premio "Leoncino d'Oro" ("Pequeño León de Oro") por su documental, y también recibió el Premio Abierto del festival.  El documental también fue nominado para el premio León de Oro del festival, pero perdió ante Líbano.  Moore también recibió una nominación al Mejor Guion Documental del Writers Guild of America.  En la decimoquinta edición de los Critics' Choice Awards, recibió una nominación a Mejor Largometraje Documental.